# محافظة بنما
محافظة بنما (بالإسبانية: Provincia de Panamá)‏ هي محافظة في بنما، بلغ عدد سكانها 1,249,032 نسمة وذلك حسب إحصائيات سنة 2010، عاصمتها مدينة بنما، تبلغ مساحتها 75,517 كيلومتر مربع.